# Saint-André-et-Appelles
 Saint-André-et-Appelles  là một xã của tỉnh Gironde, thuộc vùng Nouvelle-Aquitaine, tây nam nước Pháp.